# Ельмане
Ельмане — протока в России, протекает по территории Луусалмского сельского поселения Калевальского района Республики Карелии. Длина реки — 4,2 км.
Протока берёт начало из озера Верхнего Куйто на высоте 102,7 м над уровнем моря.
Протекает через озеро Алаярви. Втекает на высоте 101,1 м над уровнем моря в озеро Среднее Куйто.
Код объекта в государственном водном реестре — 02020000822302000002728.